# الجائزة العالمية للرواية العربية (2011)
الجائزة العالمية للرواية العربية لعام 2011، هي الدورة الرابعة من الجائزة العالمية للرواية العربية، أعلن عن قائمتها الطويلة في 11 نوفمبر 2010، والقائمة القصيرة في 9 ديسمبر 2010، وذلك بعد قراءة ومناقشة مستفيضة لقائمة طويلة من الروايات المشاركة، التي زادت على 123 رواية منشورة باللغة العربية، ينتمي كتابها إلى 16 بلدًا عربيًا إضافة إلى كاتب من أفغانستان، وذلك للمرة الأولى في تاريخ الجائزة حيث يشارك كاتب من خارج الوطن العربي، وشهدت الدورة الرابعة قرارًا مميزًا من لجنة التحكيم التي منحت الجائزة في 14 مارس 2011 مناصفة، لروايتي طوق الحمام والقوس والفراشة للروائية السعودية رجاء عالم والروائي المغربي محمد الأشعري. ومنذ الدورة الرابعة، لم تشهد أي دورة أخرى مثل هذا القرار.

## تفاصيل
اختارت لجنة التحكيم لائحة من 16 عنوان من أصل 123 ترشيحا من 17 بلدًا، تضمنت لأول مرة أفغانستان. أكبر عدد من الترشيحات جاء من مصر، وقد شهد عدد الكتب المتقدِّمة للجائزة ارتفاعا مقارنة بالسنة السابقة، حين تقدّم 118 عملا من 17 بلدًا. 29% من الكتب جاءت بأقلام نساء، مقارنة بـ16% في سنة 2010. وقد فاز بالجائزة مناصفة كل من رجاء عالم ومحمد الأشعري.
|  | منحت الجائزة في تاريخ: 14 مارس، 2011 أعلنت القائمة القصيرة: 9 ديسمبر، 2010 سبق لهم الوصول للقائمة القصيرة: - متوسط عمر أدباء القائمة القصيرة: - أعلنت القائمة الطويلة: 11 نوفمبر، 2010 سبق لهم الوصول للقائمة الطويلة: - الكتّاب يتوزّعون على: تسعة بلدان (القصيرة: أربعة بلدان) متوسط عمر أدباء القائمة الطويلة: - إجمالي الروايات المرشحة للجائزة: 123 (17 بلدًا، من بينها: أفغانستان) | طوق الحمام مناصفة مع القوس والفراشة ( لرجاء عالم) * ( لمحمد الأشعري) |  | المكان: أبوظبي الإمارات العربية المتحدة الحضور: - رئيس لجنة التحكيم: فاضل العزاوي |  |

| القائمة الطويلة: |                 |               |  |
|                  |                 |               |  |
|                  | إستاسيا         | خيري شلبي     |  |
|                  | البيت الأندلسي  | واسيني الأعرج |  |
|                  | جنود الله       | فواز حدّاد     |  |
|                  | حبل سرّي         | مها حسن       |  |
|                  | حياة قصيرة      | رينيه الحايك  |  |
|                  | الخطايا الشائعة | فاتن المرّ     |  |
|                  | عين الشمس       | ابتسام تريسي  |  |
|                  | فتنة جدة        | مقبول العلوي  |  |
|                  | نساء الريح      | رزان المغربي  |  |
|                  | اليهودي الحالي  | علي المقري    |  |

| القائمة القصيرة |                |               |  |
|                 |                |               |  |
|                 | بروكلين هايتس  | ميرال الطحاوي |  |
|                 | رقصة شرقية     | خالد البري    |  |
|                 | صائد اليرقات   | أمير تاج السر |  |
|                 | طوق الحمام     | رجاء عالم     |  |
|                 | القوس والفراشة | محمد الأشعري  |  |
|                 | معذّبتي         | بنسالم حميش   |  |

|  | أعضاء لجنة التحكيم : أمجد ناصر * | إيزابيلا كاميرا دافليتّو (مُستعربة) * | سعيد يقطين * | فاضل العزاوي * | منيرة الفاضل |